# Logisk algebra
| Matematik | Spire Denne artikel om matematik er en spire som bør udbygges. Du er velkommen til at hjælpe Wikipedia ved at udvide den. |

Logisk algebra er en gren af matematikken, der beskæftiger sig med udsagn og deres sandhedsværdi. Et udsagn er en påstand, der kun kan antage værdierne sandt eller falsk. Logisk algebra kaldes også "Boolsk algebra" efter ophavsmanden George Boole, der først beskrev, hvordan man kunne regne med udsagn vha. logiske operatorer.